# Чуварке нацистичких концентрационих логора
Надгледник (нем. Aufseherin [ˈаʊфˌзеːәʁɪн]) је била позиција за женску стражу у нацистичким концентрационим логорима током Другог светског рата. Од 50.000 чувара који су служили у нацистичким концентрационим логорима, око 5.000 су биле жене. Године 1942, прве жене чуварице стигле су у Аушвиц и Мајданек из Равенсбрика. Годину дана касније, нацисти су почели да регрутују жене због недостатка мушких стражара. У контексту ових логора, немачки назив положаја Aufseherin се преводи као (жена) „надгледник“ или „послужитељ“. Касније су жене гардисте распршене у Болцано (1944–1945), Кајзервалд-Ригу (1943–44), Маутхаузен (март – мај 1945), Штутхоф (1942–1945), Ваивара (1943–1944), Вугхт (1943–1944) и у нацистичким концентрационим логорима, подлогорима, радним логорима, логорима и другим местима.

## Запошљавање
Жене чуварке су углавном биле из ниже до средње класе и нису имале релевантно радно искуство; њихово занимање је било различито: један извор помиње бивше матроне, фризерке, диригентице у трамвајима, оперске певаче или пензионисане учитеље.  Добровољци су регрутовани путем огласа у немачким новинама у којима се тражило од жена да покажу своју љубав према Рајху и да се придруже СС-Гефолге (Шуцштафел (СС) организација за подршку и услуге за жене). Поред тога, неки су регрутовани на основу података у њиховим СС датотекама. Упис адолесцената у Савез немачких девојака деловао је као средство индоктринације за многе жене.  На једном од послератних рочишта,Оберауфсехерин Херта Хаасе, главна жена надгледница, тврдила је да њене женске чуварке нису биле пуноправне СС жене. Сходно томе, на неким судовима је било спорно да ли су СС-Хелферинени запослени у логорима били званични чланови СС-а, што је довело до супротстављених судских одлука. Многи од њих су припадали Вафен-СС и СС-Хелферинен корпусу .

## Нивои и чинови надзора
Жене чуварке су биле колективно познате као СС-Хелферин. Нивои надзора у оквиру СС-Хелферина били су следећи:
1. Шеф Оберауфсехерин (нем. Chef Oberaufseherin) - Главни старији надзорник
2. Лагерфухрерин (нем. Lagerführerin) - Вођа логора
3. Оберауфсехерин (нем. Oberaufseherin) - Виши надзорник"
4. Ерстауфсехерин, "Прва стража" [виши надзорник у неким сателитским камповима]
5. Рапортфухрерин, "Вођа извештаја"
6. Арбеитсдиенстфухрерин, "Вођа снимања рада"
7. Арбеитсеинсатзфухрерин, "Надгледници радних инпута"
8. Блоцкфухрерин, "вођа блока"
9. Коммандофухрерин, „вођа радног одреда“ [виши надзорник у неким сателитским камповима]
10. Хундефухрерин, "Надзорник водича за псе"
11. Ауфсехерин, "Надзорник"
12. Аррестфухрерин, "Ухапшени надзорник"